# Gaye

Gaye este o comună în departamentul Marne, Franța. În 2009 avea o populație de 557 de locuitori.